# Underworld (1927)
Underworld (também conhecido como Paying the Penalty) é um filme mudo estadunidense de 1927 do gênero drama, dirigido por Josef von Sternberg e escrito por Ben Hecht, Charles Furthman e Robert N. Lee. Venceu o Oscar de melhor roteiro original na 1ª edição da cerimônia.

## Elenco
- George Bancroft como "Bull" Weed
- Evelyn Brent como "Feathers" McCoy
- Clive Brook como "Rolls Royce" Wensel
- Fred Kohler como "Buck" Mulligan
- Helen Lynch como Meg
- Larry Semon como "Slippy" Lewis
- Jerry Mandy como Paloma